# Common Vulnerabilities and Exposures

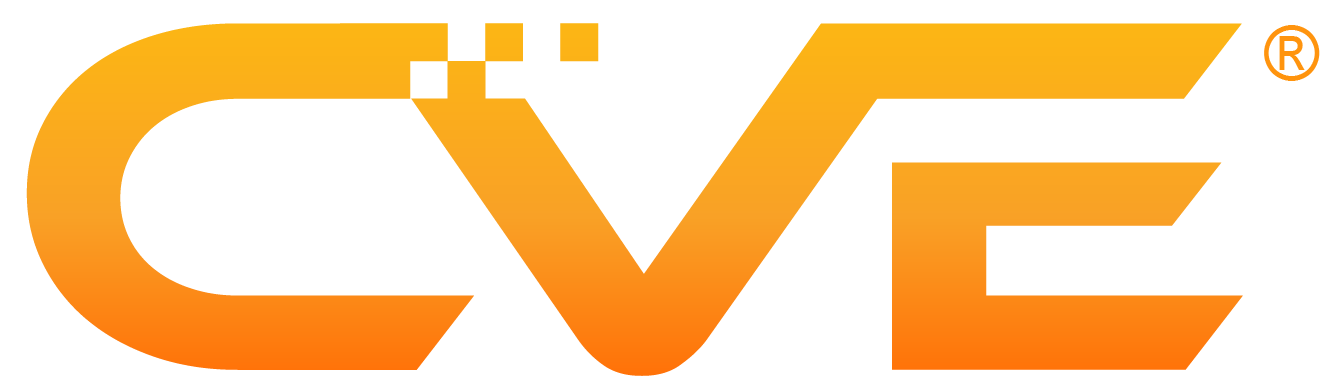
Logo

Common Vulnerabilities and Exposures (CVE) je referenční seznam veřejně známých zranitelností a ohrožení informační bezpečnosti. CVE byl spuštěn v roce 1999 společností MITRE, aby identifikoval a kategorizoval zranitelnosti v softwaru a firmwaru.  Společnost MITRE sponzoruje Ministerstvo vnitřní bezpečnosti USA (DHS) a Agentura pro kybernetickou bezpečnost a bezpečnost infrastruktury (CISA). Tento seznam umožňuje získat informace o zranitelnostech prostřednictvím unikátního identifikátoru, známého jako CVE ID. 

## CVE identifikátory
Proces vytváření identifikátoru CVE začíná zjištěním a nahlášením potenciální bezpečnostní chyby. CVE Numbering Authority (CNA) následně této informaci přiřadí CVE identifikátor (jedná se o unikátní kód ve formátu CVE-rok-pořadové číslo identifikátoru), který je zveřejněn na CVE seznamu. Společnost MITRE spravuje celý CVE seznam, zatímco CVE redakční rada se stará o aktualizaci standardů a celkový směr programu.  Existuje okolo sta CNA, mezi nimiž jsou bezpečnostní firmy, výzkumné organizace a IT dodavatelé, jako jsou Red Hat, IBM, Cisco, Oracle a Microsoft.  Dále jsou zjištěny bližší detaily o zranitelnosti (zahrnují například typ zranitelnosti, verzi, hlavní příčinu nebo dopad). Jakmile je v záznamu shromážděn dostatek informací, je zveřejněn příslušnou složkou CNA na veřejný CVE seznam identifikátorů. 

### Minimální požadavky pro zveřejnění CVE záznamu[6]
- Identifikační číslo CVE (např. „CVE-1999-0067“, „CVE-2014-100001“)
- Popis bezpečnostní chyby nebo ohrožení
- Relevantní odkazy (upozornění, zprávy o zranitelnosti)
- Dodatečné produkty a verze

## Využití
Systém CVE slouží k standardizovanému označování a sledování zranitelností napříč různými organizacemi a bezpečnostními nástroji.  Tato standardizace je využívána při zjišťování bezpečnostních hrozeb. NVD doplňuje identifikátory dalšími údaji, jako je skóre CVSS, kategorizace CWE a kompatibilita CPE. Tyto informace slouží k hodnocení kybernetických rizik a identifikaci ohrožených systémů. 

### Common Vulnerability Scoring System
CVSS je metoda měření závažnosti zranitelností, známá také jako CVE skóre. Hodnotu CVSS vypočítává NVD a používá stupnici od 0 do 10.  NVD podporuje verze systému CVSS v2.0, v3.x a v4.0 a poskytuje kalkulátory pro každou z nich.
| Hodnota CVSS | Úroveň závažnosti zranitelnosti |
| ------------ | ------------------------------- |
| 0            | žádná                           |
| 0.1-3.9      | nízká                           |
| 4.0-6.9      | střední                         |
| 7.0-8.9      | vysoká                          |
| 9.0-10.0     | kritická                        |